# 行動展示
行動展示（こうどうてんじ）または行動学的展示（こうどうがくてきてんじ）とは、その動物の生態やそれに伴う能力を、自然に誘発させて観賞者に見せるように工夫した展示。 日本では旭川市旭山動物園の取り組みで有名となった。
これに対し、生きた動物の身体的特徴を見せるだけの展示を形態展示という。